# Bunchosia pernambucana
Bunchosia pernambucana är en tvåhjärtbladig växtart som beskrevs av W. R. Anderson. Bunchosia pernambucana ingår i släktet Bunchosia och familjen Malpighiaceae. Inga underarter finns listade i Catalogue of Life.